# Gladsaxe (stadsdel)
Gladsaxe är en stadsdel i Köpenhamn. Den ligger i Gladsaxe kommun och 2024 hade den 70 474 invånare. Stadsdelen växte upp kring Gladsaxe kyrka.